# 사마요 (서진)
사마요(司馬繇, ? ~ 304년)는 중국 서진(西晉)의 황족이며 사마주(司馬伷)의 아들로, 동안왕(東安王)이다.

## 생애
낭야왕(琅邪王) 사마주(司馬伷)의 아들이고, 공교롭게도 사마주의 아내가 제갈탄의 딸이므로 제갈탄의 외손자이기도 했다. 사마요는 문앙의 항복이 수춘성의 사기를 크게 떨어뜨려 성이 함락되고 제갈탄이 죽은 일과, 오나라에 인질로 갔던 제갈정이 오나라가 멸망한 후 초야에 묻혀 지내다 죽은 일, 사마사가 문흠을 죽이라고 보낸 병력을 문앙이 단기로 전멸시켜 사마사의 눈알이 빠져 죽게 한 일 등으로 문앙에게 원한을 품고 있었다.
사마요는 황후 가남풍(賈南風)의 명령으로 3월 8일 정변을 일으켜 당시 진나라의 실권자였던 양준(楊駿)과 양준을 따르던 사람들을 죽였다. 사마요는 문앙을 양준의 일파로 모함하여 양준이 참수될 때 함께 참수당하게 만들었다.